# Філліс Такстер
Філліс Сент-Фелікс Такстер (англ. Phyllis St. Felix Thaxter) (20 листопада 1919 — 14 серпня 2012) — американська акторка. Найбільш відома за роль Еллен Лоусон у фільмі "Тридцять секунд над Токіо" (1944) та Марти Кент у фільмі "Супермен" (1978). Вона також знімалася у фільмах "Зачарована" (1945), "Кров на місяці" (1948) та "Світ Генрі Орієнта" (1964).

## Раннє життя
Такстер народилася в Портленді, штат Мен, однією з трьох дітей Філліс (уродженої Шуйлер) Такстер, колишньої акторки, та Сідні Сент-Фелікса Такстера, який згодом працював суддею Верховного суду штату Мен.
Рідними братами й сестрами Філліс Такстер були Сідні Такстер і Гільдегарда Шуйлер Такстер Нісс Ґіґну.
Її дідусь був майором Сідні В. Такстером, нагородженим Медаллю Пошани за героїзм під час Громадянської війни в США.

## Кар'єра
Перед тим, як з'явитися в кіно, Такстер грала на сцені. Коли Дороті МакҐвайр поїхала до Голлівуду, Текстер замінила її у бродвейській п'єсі "Клавдія". 1944 року вона підписала контракт з кіностудією Metro-Goldwyn-Mayer. Її дебют у кіно відбувся у фільмі 1944 року "Тридцять секунд над Токіо" (Thirty Seconds Over Tokyo). 1945 року у фільмі-нуар "Зачарована" (Bewitched) Текстер зіграла Джоан Елріс Елліс, жінку, що страждає на роздвоєння особистості. У 1948 році вона зіграла доньку власника худоби у фільмі "Кров на місяці".
На студії MGM вона зазвичай зображала вічно терплячу дружину кількох видатних чоловіків. У 1950-х роках вона перейшла до Warner Brothers, але зазвичай грала однотипні ролі. Її кар'єра завмерла після нападу поліомієліту в 1952 році. Вона повернулася в таких телесеріалах, як "Сириця", зобразивши Поліну Кушман в епізоді "Синій шпигун" (1961), "Вагончик" ("Історія Крістін Елліотт" і "Історія Вівіан Картер"), "Сутінкова зона" ("Примхи молодої людини") і "Альфред Гічкок представляє".
Вона повернулася на Бродвей, з'явившись у виставі "Візьми її, вона моя" в Білтмор (англ. Samuel J. Friedman Theatre) у 1961 році.
У 1978 році Такстер разом з Гленном Фордом отримала роль Джонатана і Марти Кент у блокбастері "Супермен". Продюсерами фільму були чоловік її дочки Скай Обрі, Ілля Салкінд, та свекор Олександр Салкінд.

## Особисте життя
Патриція Босворт у своїй біографії Монтгомері Кліфта розповідає про близькі стосунки Такстера з Кліфтом на початку 1940-х років, пишучи, що вони "здавалися настільки близькими, що багато людей припускали, що вони врешті-решт одружаться".
Працюючи в MGM, Такстер вийшла заміж за Джеймса Т. Обрі-молодшого, який згодом став президентом CBS-TV і MGM. Вони розлучилися в 1962 році. У них було двоє дітей: Сьюзен Шуйлер "Скай" Обрі, акторка, та Джеймс Вотсон Обрі. У 1962 році Такстер одружується з Гілбертом Леа. Вони прожили у шлюбі 46 років до його смерті 4 травня 2008 року.
Республіканка, вона підтримувала кампанію Дуайта Ейзенхауера на президентських виборах 1952 року.

## Смерть
Такстер померла 14 серпня 2012 року у віці 92 років у Лонгвуді, штат Флорида, після восьмирічної боротьби з хворобою Альцгеймера.
Згідно з її бажанням, її кремували, а прах розвіяли над морем. Її ім'я було додано до надгробка її чоловіка (як кенотаф) на кладовищі Святої Марії Діви у Фалмуті, штат Мен, де вона прожила багато років.